# Kalakdarreh-ye Do
Kalakdarreh-ye Do (persiska: کلکدرّه دو) är en ort i Iran.   Den ligger i provinsen Khuzestan, i den västra delen av landet, 400 km sydväst om huvudstaden Teheran. Kalakdarreh-ye Do ligger 487 meter över havet och antalet invånare är 625.
Terrängen runt Kalakdarreh-ye Do är huvudsakligen kuperad, men åt sydost är den platt. Runt Kalakdarreh-ye Do är det ganska tätbefolkat, med 72 invånare per kvadratkilometer. Närmaste större samhälle är Ḩoseynīyeh, 11,5 km söder om Kalakdarreh-ye Do. Omgivningarna runt Kalakdarreh-ye Do är i huvudsak ett öppet busklandskap.